# Далёкий, Николай Александрович
Никола́й Алекса́ндрович Далёкий  (настоящее имя — Николай Александрович Алексеев) (9 [22] ноября 1909, Дымино, Херсонская губерния — 3 октября 1976, Львов) — украинский и русский советский писатель и сценарист, автор книг приключенческого и детективного жанров.

## Биография
Родился в семье крестьянина, жил и работал во Львове. Работал рыбаком в Одессе, рабочим на шахтах Донбасса. В 1935 г. закончил Московский институт кинематографии. В 1936—1937 и 1939 работал редактором-консультантом на Киевской киностудии.
В 1947 вышли первые сборники рассказов и очерков: «Встреча», «В гостях у миллионера».
По сценариям Николая Далёкого были поставлены художественная кинокартина «Щедрое лето» (1950, в соавторстве), мультфильм «Лесной заговор» (1937), документальные ленты: «Большие перемены», «Нефтяники Борислава» (1951) и др.
Участник Великой Отечественной войны.

## Произведения

Обложка книги «Не открывая лица»

- Сборник рассказов «Встреча» (1947)
- Не открывая лица (1950, первая книга трилогии)
- Щедрое лето (киносценарий) (1950)
- Практика Сергея Рубцова (1957)
- Ромашка (1959, вторая книга трилогии)
- Падший ангел (1962)
- Иголка в сене (1970)
- Танки на мосту! (1971)
- Охота на тигра (1974)
- За живой и мертвой водой (1975, третья книга трилогии).